# Боцешть (комуна, Арджеш)
Боцешть, Боцешті (рум. Boțești) — комуна у повіті Арджеш в Румунії. До складу комуни входять такі села (дані про населення за 2002 рік):
- Боцешть (949 осіб)
- Моштень-Греч (396 осіб)

Комуна розташована на відстані 99 км на північний захід від Бухареста, 27 км на північний схід від Пітешть, 129 км на північний схід від Крайови, 80 км на південний захід від Брашова.

## Населення
За даними перепису населення 2002 року у комуні проживали 1345 осіб, усі — румуни. Усі жителі комуни рідною мовою назвали румунську.
Склад населення комуни за віросповіданням:
| Релігія     | Кількість осіб | Відсоток |
| ----------- | -------------- | -------- |
| православні | 1343           | 99,9%    |
| реформати   | 2              | 0,1%     |

## Зовнішні посилання
- Дані про комуну Боцешть на сайті Ghidul Primăriilor [Архівовано 5 грудня 2009 у Wayback Machine.]